# Агафонка
Агафонка — деревня в Александровском районе Владимирской области России, входит в состав Краснопламенского сельского поселения.

## География
Деревня расположена в 17 км на северо-запад от центра поселения посёлка Красное Пламя и в 42 км на северо-запад от города Александрова.

## История
Деревня образована после Великой Отечественной войны в составе Антоновского сельсовета Александровского района, с 1984 года — в составе Обашевского сельсовета, с 2005 года — в составе Краснопламенского сельского поселения. 

## Население
| 2002 | 2010 | 2021 |
| ---- | ---- | ---- |
| 23   | ↘14  | ↗15  |